# Богодаровский сельский совет (Харьковская область)
Богодаровский сельский совет — входит в состав Изюмского района Харьковской области Украины.
Административный центр сельского совета находится в селе Богодарово.

## История
- 1923 — дата образования.

## Населённые пункты совета
- село Богодарово
- село Надеждовка
- село Погоновка
- село Федоровка